# Zombies! – Überlebe die Untoten
Zombies! – Überlebe die Untoten ist ein US-amerikanischer Horrorfilm von Hamid Torabpour aus dem Jahr 2016.

## Handlung
Als die Zombie-Apokalypse über die Vereinigten Staaten rollt, wird Luke ausgerechnet von Detective Summers befreit, der ihn eigentlich vorher ins Gefängnis gebracht hat. Summers erkennt Potential in ihm und nimmt ihn in seine Miliz in Minnesota auf. Gemeinsam suchen sie nach Überlebenden und sammeln sie in einem Versteck. Bei einer Tour trifft Luke auf die mysteriöse Schurkin Haley. Diese lockt ihn in einen Hinterhalt. Nur mit Mühe gelingt ihm die Rückkehr. Dafür findet er Bena und ihre Schwester Tala.
Bei der Flucht führt er die Zombies zum Unterschlupf und nur mit Mühe gelingt es der Miliz sie zurückzuschlagen. Luke geht wieder los und tötet daraufhin Haley, die hinter dem Angriff steckt. Anschließend bringt er Bena und Tala zu ihrem Vater. Dieser verbarrikadiert sich auf einer Farm und mithilfe verschiedener Sprengladungen gelingt es ihnen gemeinsam einen großen Teil der Zombies in Minnesota auszulöschen. Jedoch wird Bena dabei gebissen. Bevor sie sich in einen Zombie verwandeln kann, zwingt sie Luke sie zu töten.
Zurück im Unterschlupf erfährt Luke, dass es sich bei der Zombieverwandlung um einen Virus handelt und die Menschen Abwehrkräfte gegen diesen entwickeln.

## Hintergrund
Der Film wurde kostengünstig in Minnesota gedreht. Einer der Produzenten ist George C. Romero, der Sohn von George A. Romero, was dem Film etwas Kredibilität verleihen soll. Der Film erschien außerdem als 3D-Film mit Brille. Die Splattereffekte sind überwiegend mit CGI erstellt.
In den Vereinigten Staaten erhielt der Film am 21. Oktober 2016 einen Kinostart. Die deutsche Fassung erschien am 3. Mai 2018 auf DVD und Blu-Ray über Tiberius Films. Beide erschienen jedoch mit einer FSK-18-Freigabe, obwohl der Film selbst ab 16 Jahren freigegeben ist. Dies liegt an den Trailern auf beiden Trägermedien.

## Kritiken
Es handelt sich bei Zombies! – Überlebe die Untoten nach Ansicht vieler Kritiker um einen 08/15-Zombiefilm, der vor allem durch den Nebendarsteller Tony Todd vermarktet werden soll, aber deutlich hinter den Erwartungen zurückbleibt. Der überraschende Schluss, der an Frank Darabonts Der Nebel erinnert, scheitert am fehlenden Beziehungsaufbau zu den Hauptcharakteren.